# Pyrgos, Grekland
Dimos Pyrgos (Pyrgos) är en kommun i Grekland.   Den ligger i prefekturen Nomós Ileías och regionen Västra Grekland, i den södra delen av landet, 200 km väster om huvudstaden Aten. Antalet invånare är 51 634. Arean är 171 kvadratkilometer. Dimos Pyrgos gränsar till Amaliáda.
Terrängen i Dimos Pyrgos är platt åt sydväst, men åt nordost är den kuperad.